# Kötelesmező
Kötelesmező falu Romániában, Máramaros megyében.

## Fekvése
Máramaros megyében, Kapnikbányától délre, a Balázsszegi patak jobb partján,  Csókás szomszédságában fekvő település.

## Története
Kötelesmező nevét az oklevelek 1603-ban említették először, mint a kővári uradalomhoz tartozó települést. 1609-ben Báthory Gábor Monostorkápolnoki Pap Lukácsot, Jakabot, Istvánt, Jónást és Pétert megerősítette itteni birtokában. 1630-ban Brandenburgi Katalin Bánházy Istvánnak adta zálogba, e zálogbirtokot Rákóczi György fejedelem is megerősítette még ez évben. 1650-ben Kővárhoz tartozott. 1659-ben Barcsay Ákos Bánházy István utódnélküli halála után testvérére, Pálra szállt, Teleki Mihálynak adományozta, aki Bánházy Páltól magához váltotta.
1702-ben Teleki Pál birtoka volt, s a Teleki család volt tulajdonosa még  az 1800-as évek végén is.
Az 1900-as évek elejéig Szolnok-Doboka vármegye Kápolnokmonostori járásához tartozott.

## Nevezetességek
- Görögkeleti temploma 1868-ban épült.